# Département des services correctionnels et de réhabilitation de Californie
California Department of Corrections and Rehabilitation
Le département des services correctionnels et de réhabilitation de Californie (en anglais : California Department of Corrections and Rehabilitation ou CDCR) est une agence du gouvernement de Californie (en) responsable des opérations des prisons de l'État et du système de libération sur parole. Son siège est situé à Sacramento, capitale de l'État californien.
En 2013, le CDCR employait approximativement 24 000 officiers de paix (officiers correctionnels d'État), 1 800 agents pour la libération conditionnelle et 600 agents spéciaux et enquêteurs criminels.
Le CDCR est ainsi la 3e plus grande agence parmi les agences américaines « d'application de la loi »  (law enforcement agency) derrière l'agence fédérale du Service des douanes et de la protection des frontières des États-Unis (U.S. Customs and Border Protection ou CBP) qui est le bras armé du département de la Sécurité intérieure et la New York City Police Department (NYPD), qui emploient respectivement 66 000 officiers fédéraux et 42 000 officiers de police.